# Camilla Borsotti
Camilla Borsotti (ur. 2 lutego 1988 w Lanzo Torinese) – włoska narciarka alpejska, srebrna medalistka mistrzostw świata juniorów.

## Kariera
Po raz pierwszy na arenie międzynarodowej Camilla Borsotti pojawiła się 9 grudnia 2003 roku w Pila, gdzie w zawodach FIS Race w supergigancie zajęła 62. miejsce. W 2005 roku wystartowała na olimpijskim festiwalu młodzieży Europy w Monthey, gdzie zwyciężyła w tej samej konkurencji, a w slalomie i gigancie zdobyła srebrne medale. W tym samym roku wystąpiła na mistrzostwach świata juniorów w Bardonecchii, gdzie jej najlepszym wynikiem było jedenaste miejsce w biegu zjazdowym. Jeszcze dwukrotnie startowała na imprezach tego cyklu, zdobywając między innymi srebrny medal w supergigancie podczas mistrzostw świata juniorów w Quebecu w 2006 roku, gdzie lepsza była jedynie Austriaczka Anna Fenninger.
W zawodach Pucharu Świata zadebiutowała 29 grudnia 2005 roku w Lienzu, gdzie nie ukończyła pierwszego przejazdu slalomu. Pierwsze pucharowe punkty wywalczyła 15 grudnia 2006 roku w Reiteralm, zajmując 27. miejsce w superkombinacji. Nieco ponad rok później, 22 grudnia 2007 roku w St. Anton, Włoszka po raz pierwszy uplasowała się w najlepszej dziesiątce zawodów pucharowych, zajmując siódme miejsce w superkombinacji. Najlepsze wyniki osiągnęła w sezonie 2011/2012, który ukończyła na 72. pozycji w klasyfikacji generalnej. Nie startowała na mistrzostwach świata ani igrzyskach olimpijskich.

## Osiągnięcia

### Mistrzostwa świata juniorów
| Miejsce | Dzień     | Rok  | Miejscowość  | Konkurencja | Czas biegu  | Strata  | Zwyciężczyni          |
| ------- | --------- | ---- | ------------ | ----------- | ----------- | ------- | --------------------- |
| 11.     | 23 lutego | 2005 | Bardonecchia | Zjazd       | 1:28,84 min | +1,52 s | Nadia Fanchini        |
| 28.     | 24 lutego | 2005 | Bardonecchia | Supergigant | 1:26,81 min | +3,05 s | Andrea Fischbacher    |
| 10.     | 25 lutego | 2005 | Bardonecchia | Slalom      | 1:23,97 min | +4,38 s | Šárka Záhrobská       |
| 20.     | 26 lutego | 2005 | Bardonecchia | Gigant      | 2:21,34 min | +3,56 s | Nadia Fanchini        |
| 6.      | 3 marca   | 2006 | Québec       | Zjazd       | 1:13,51 min | +1,06 s | Marianne Abderhalden  |
| 19.     | 4 marca   | 2006 | Québec       | Slalom      | 1:37,30 min | +3,64 s | Maria Pietilä-Holmner |
| 2.      | 5 marca   | 2006 | Québec       | Supergigant | 1:10,96 min | +0,82 s | Anna Fenninger        |
| DNF2    | 7 marca   | 2006 | Québec       | Gigant      | 2:22,43 min | -       | Tina Weirather        |
| 14.     | 7 marca   | 2007 | Altenmarkt   | Zjazd       | 1:39,69 min | +2,07 s | Tina Weirather        |
| DNF2    | 8 marca   | 2007 | Altenmarkt   | Gigant      | 2:14,90 min | -       | Nicole Schmidhofer    |
| DNF     | 9 marca   | 2007 | Altenmarkt   | Supergigant | 1:19,34 min | -       | Nicole Schmidhofer    |
| 11.     | 11 marca  | 2007 | Altenmarkt   | Slalom      | 1:44,23 min | +2,10 s | Ilka Štuhec           |

### Puchar Świata

#### Miejsca w klasyfikacji generalnej
- sezon 2006/2007: 125
- sezon 2007/2008: 78
- sezon 2008/2009: -
- sezon 2009/2010: 125
- sezon 2010/2011: 94
- sezon 2011/2012: 72
- sezon 2012/2013: 76
- sezon 2013/2014: 102

#### Miejsca na podium w zawodach
Borsotti nie stawała na podium zawodów PŚ.